# Bouteloua distans
Bouteloua distans är en gräsart som beskrevs av Jason Richard Swallen. Bouteloua distans ingår i släktet Bouteloua och familjen gräs. Inga underarter finns listade i Catalogue of Life.